# 伊藤青波
伊藤 青波（いとう しょうは、1954年1月 - ）は、日本の政治家である。山口県山口市議会議員（3期）、徳地町長（4期）等を歴任した。山口県立山口高等学校卒業。山口県山口市徳地町在住。

## 経歴

### 学歴・職歴
- 1972年  山口県立山口高等学校卒業
- 1973年～1977年 陸上自衛隊（第11師団、陸士長）
- 1979年～1982年  旭建設工業（株）勤務
- 1983年～1992年  イマズミ印刷（株）勤務

### 選挙歴
- 1983年  徳地町議会議員1期目当選（29歳）
- 1987年  徳地町議会議員2期目当選（33歳）
- 1991年  徳地町議会議員3期目当選（37歳）
- 1993年  徳地町長1期目当選（39歳） 現職井上平司を破る
- 1997年  徳地町長2期目当選（43歳） 新人藤井義弘（前町教育長）を破る
- 2001年  徳地町長3期目当選（47歳） 新人渡辺博通（前町議会議長）を破る
- 2005年  徳地町長4期目当選（51歳） 無投票
- 2006年  山口市議会議員1期目当選（52歳）
- 2009年  山口市長選挙落選（55歳） 現職渡辺純忠に敗れる
  - 渡辺純忠は同じ旧徳地町出身で、2001年町長選挙で伊藤に敗れた渡辺博通の実弟。
- 2010年  山口市議会議員2期目当選（56歳）
- 2014年  山口市議会議員3期目当選（60歳）

### 社会活動歴
- 柚野木小学校PTA 会長
- 徳地町中学校教育後援会 副会長
- 山口市子ども会育成連絡協議会 徳地支部長
- 山口市子ども会育成連絡協議会 副会長
- 柚野木地区自治会連絡協議会 まちづくり部会
- 徳地地域づくり協議会 社会教育部会
- 社会福祉法人佐波福祉会 幹事
- 山口市青少年指導員
- 財団法人防長青年館 評議委員
- 徳地ぽんぽこ自然学校 実行委員会
- 山口市議会グラウンドゴルフ普及促進議員連盟
- スペシャルオリンピックス日本・山口
- 山口市自衛隊協力会